# Dipturus nidarosiensis
Dipturus nidarosiensis is een vissensoort uit de familie van de Rajidae. De wetenschappelijke naam van de soort is voor het eerst geldig gepubliceerd in 1881 door Storm.